# Moscheea Fatih
Moscheea Fatih este o moschee din orașul Istanbul, din Turcia. Numele ei se traduce ca Moscheea Cuceritorului, deoarece a fost construită de către sultanul Mahomed al II-lea, cel ce a cucerit Constantinopolul.

## Istorie
Moscheea a fost construită din ordinul sultanului Mahomed al II-lea, pe locul unei vechi biserici bizantine. Construcția a avut loc între anii 1463-1470, și a fost realizată de către arhitectul Atik Sinan. Ea a fost una dintre cele mai mari moschei din Istanbul, fiind prima operă monumentală a arhitecturii otomane.
Moscheea Fatih cuprindea un întreg complex de clădiri ce includea săli de mese, fântâni, opt școli islamice, un spital, o bibliotecă și un ospiciu. Ea a fost grav avariată în urma cutremurelor din 1509, 1577, 1754 și 1766, ultimul fiind cel mai devastator din cauză că atunci a căzut cupola principală a moscheii. În anul 1771, din ordinul sultanului Mustafa al III-lea au avut loc numeroase modificări și reparații, modificări făcute de către arhitectul Mimar Mehmet Tahir.

## Arhitectura
Moscheea Fatih are un dom cu un diametru de 26 de metri, suspendat pe patru arce și susținut de patru semicupole. Construcția cuprinde o fântână pentru abluțiune și o curte cu două minarete.
Interiorul este unul colorat, cu gresie albastră și sigili pictate cu litere arabe. Mihrabul datează din timpul construcției originale, în schimb minbarul prezintă influența barocului european.

## Fotogalerie

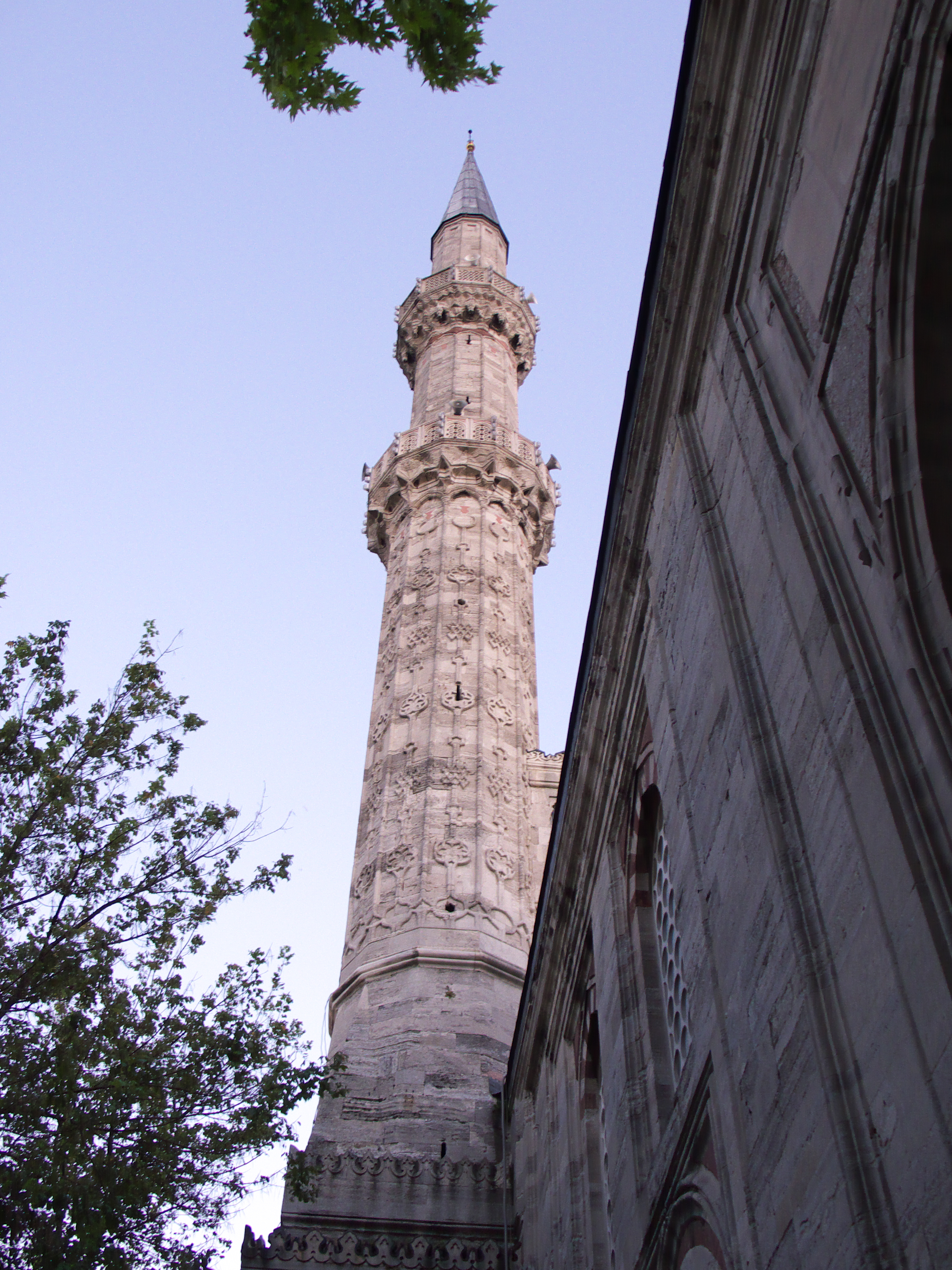
Un minaret.
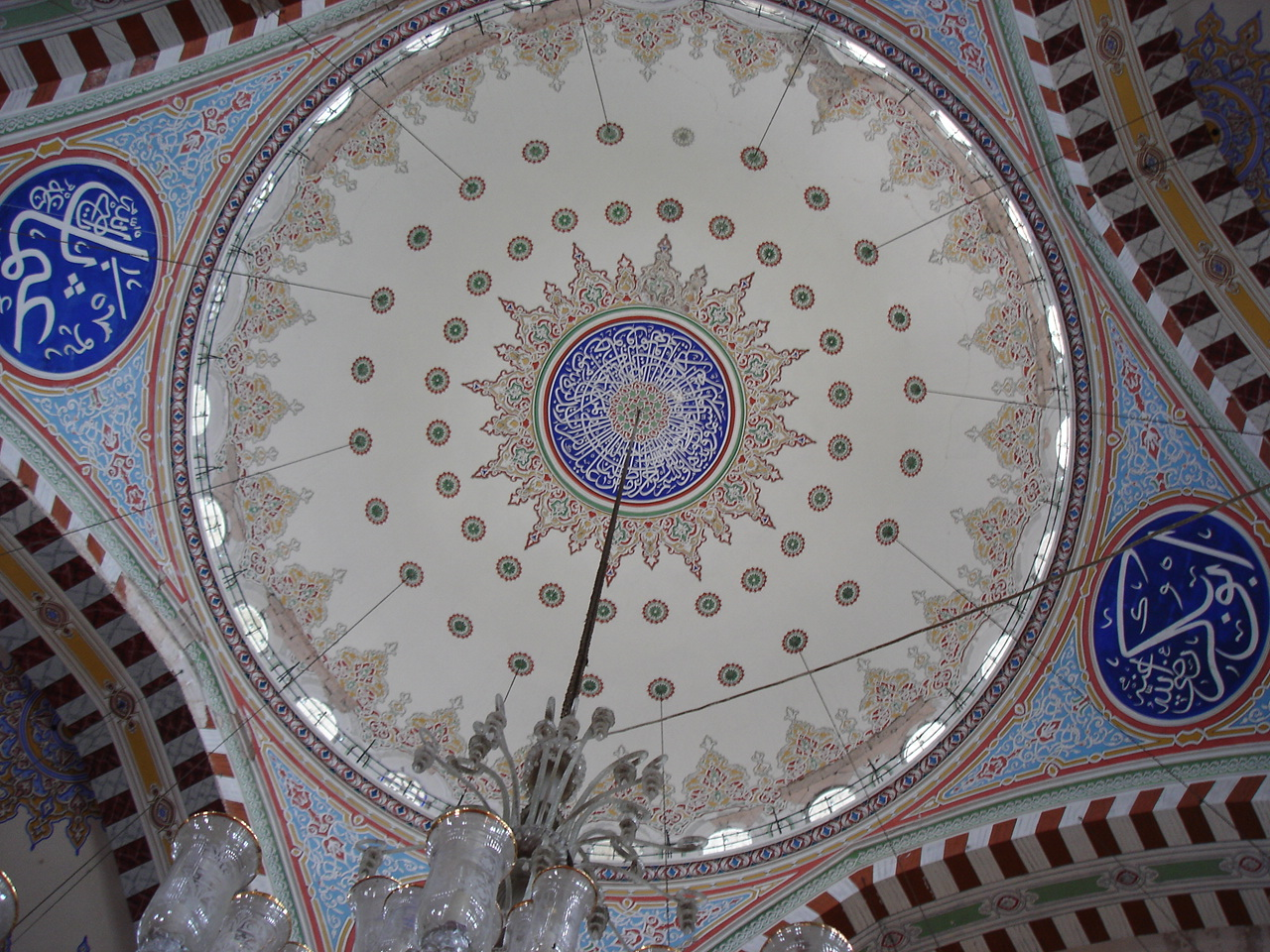
Domul
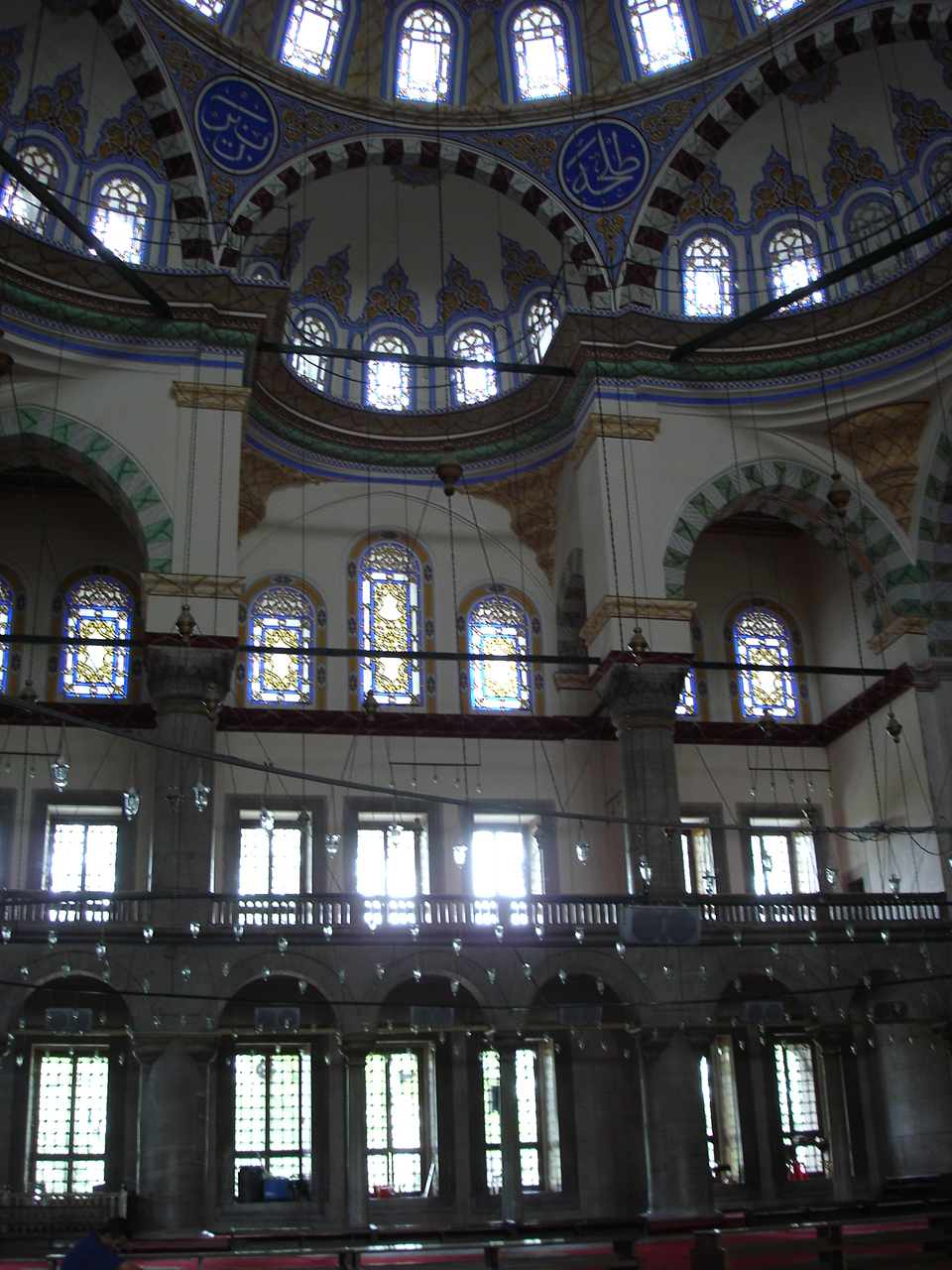
Interiorul

## Legături externe
- en Imagini cu Moscheea Fatih Arhivat în 3 ianuarie 2022, la Wayback Machine.
- tr Fatih Camii Arhivat în 10 februarie 2010, la Wayback Machine.